# Lehmingen

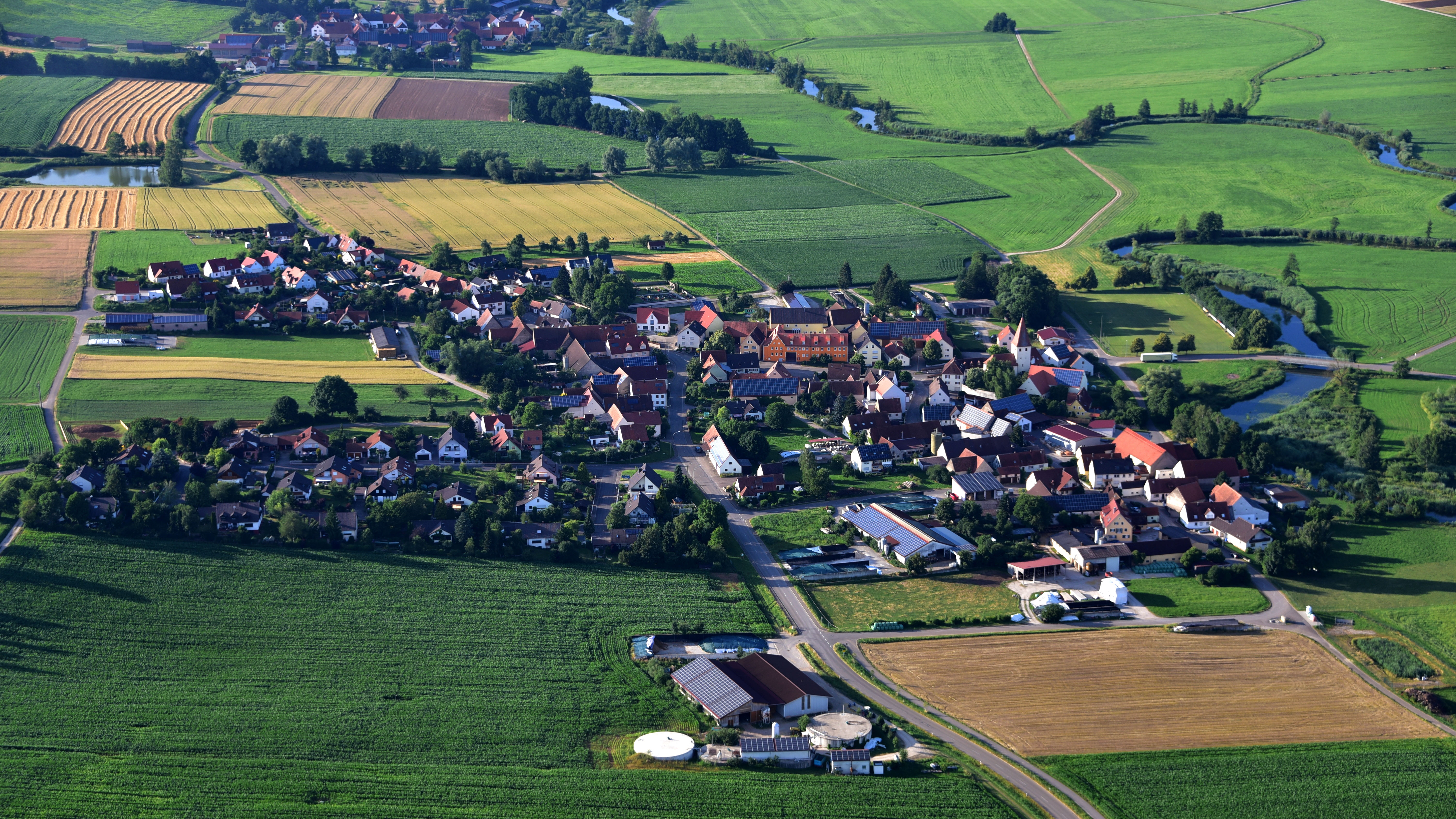
Lehmingen, Luftaufnahme (2016)

Lehmingen ist ein Gemeindeteil der Stadt Oettingen in Bayern im schwäbischen Landkreis Donau-Ries.
Das Pfarrdorf liegt an der Wörnitz, etwa drei Kilometer von Oettingen entfernt.
1009 wird der Ort erstmals urkundlich erwähnt. 1366 verkauften die Herren von Berg, ein ansässiges Rittergeschlecht, ihren Lehminger Besitz an das Kloster Auhausen. Mit diesem ging Lehmingen 1530 an die Markgrafen von Ansbach, die 1533 die Reformation durchführten.
Lehmingen lag im Fraischbezirk des ansbachischen Oberamtes Wassertrüdingen. Gegen Ende des 18. Jahrhunderts gab es 45 Untertansfamilien, von denen 41 ansbachische Ämter als Grundherren hatten. Zwischen 1791 und 1797 fiel das Dorf an Preußen, 1806 kam es zum Königreich Bayern.
Am 1. Juli 1976 wurde die Gemeinde Lehmingen im Zuge der Gebietsreform in Bayern nach Oettingen eingegliedert. Die ehemals selbstständige Gemeinde führte ein Wappen.
Bis Ende der 1960er Jahre war der Ort rein landwirtschaftlich strukturiert. Mit der Flurbereinigung 1973 entstand im Westen das erste Siedlungsgebiet.
Die Kreisstraße DON 14 von Dornstadt nach Oettingen durchquert den Ort. Gemeindestraßen zweigen nach Lohe und zur östlich verlaufenden Staatsstraße 2221 und Bundesstraße 466 ab.
Der Lehrer und Heimatdichter Friedrich Völklein (1880–1960) wurde in Lehmingen geboren.